# Ružomberok (stacja kolejowa)
Ružomberok (słowacki: Železničná stanica Ružomberok) – stacja kolejowa w Rużomberku, w kraju żylińskim, na Słowacji. Jest to zabytkowy budynek wpisany na listę narodowych zabytków kultury słowackiej. Znajduje się na terenie miejscowości Likavka.
Leży na linii 180 (Żylina - Koszyce) ŽSR i została otwarta 8 grudnia 1871, i jest częścią 5. korytarza paneuropejskiego.
| Ružomberok                              |  |                                          |
| Linia 180 Koszyce - Żylina (280,350 km) |  |                                          |
| Liskováodległość: 3,470 km              |  | Ružomberok-Rybárpole odległość: 2,260 km |